# María Luisa García-Tello Olivares
María Luisa García-Tello Olivares o Pili Garcia-Tello (pseudónimo de María Luisa Ximena Hiedra Cristal García-Tello Olivares, nacida el 18 de julio en Valparaíso, Chile) es una escritora Chilena. Es conocida por sus poemas y cuentos para niños. Su primera obra conocida, "La Estrella Mágica", se publicó en Viña del Mar el año 2000. Actualmente, alguno de sus cuentos están siendo usados como material educativo.

## Reseña biográfica
María Luisa García-Tello Olivares nació el 18 de junio de 1931 en la ciudad de Valparaíso (Chile). Desde siempre le ha gustado escribir, y su pseudónimo de escritora, "Pili Garcia-Tello" se debe a que su hermano menor la llamaba así cuando eran pequeños. Titulada en la Universidad de Chile en la carrera de Pedagogía en Inglés, autoró la tesis "Walt Whitman a través del tiempo" en idioma inglés.
Colaboró con el periódico "Rapa Nui News" para los chilenos residentes en Norteamérica entre los años 2000-2014. Participó en el Simposio Internacional de Literatura efectuado en Asunción, Paraguay, por el Instituto Literario y Cultural Hispánico en el año 2003 y en el de Buenos Aires en el 2004. Durante los años 2011- 2012, ocupó el cargo de Presidente del Círculo de Escritores de la Quinta Región, agrupación a la cual todavía pertenece. El año 2013 fue becada por el Consejo Nacional del Libro y la Cultura. Actualmente, es parte de la Sociedad de Escritores de Valparaíso y de la Sociedad de Escritores de Chile (SECH).
Ha recibido distintos premios, entre ellos, el premio de los Lectores de la Biblioteca Auvergne, Francia, por su poema "Tu cálida mirada" el año 2000; en los Juegos Poéticos de Otoño 2003 de la sociedad de Escritores de Valparaíso, obtuvo Mención Honorífica  por su poema "El Peumo"; el año 2008, recibió el premio que otorga el Círculo de Críticos de Arte de Valparaíso en la Especialidad de Literatura, Categoría Regional, por su libro de cuentos para niños titulado "Navidad en el circo"; el año 2009 recibió el premio Municipal de Literatura de la Ilustre Municipalidad de Valparaíso por su trayectoria literaria y el premio del Museo Nacional de Bellas Artes (Chile)en el Concurso “Relatos de Colección”.

## Obras
- "La Estrella Mágica". (2000). Cuentos para niños
- "Memorial de mi tiempo". (2003). Poesía
- "Sonidos del Silencio". (2005). Poesía
- "Las Mujeres de Neruda". (2006). Crónica
- "Navidad en el Circo". (2006). Cuentos para niños
- "Divertimentos". (2008). Poesía
- "Los Amores de Gabriela". (2009). Crónica
- "Oficios Tradicionales de Chile". (2010). Crónica
- "Vicente Huidobro, viajero de la vida". (2011). Crónica
- "La Academia del Ruiseñor". (2012). Cuentos para niños
- "El jardinero del rey". (2012). Cuentos para niños
- "Constante Melodía". (2014). Editorial Alba. Poesía

Algunos de sus poemas aparecen en las antologías "La poesía Religiosa en Valparaíso", "Mujeres Poetas de la Región de Valparaíso" y "Breve Polifonía Hispanoamericana" de Alfonso Larrahona Kästen.